# Oberndorf (Buch am Buchrain)

Oberndorf 5

Oberndorf (ⓘ) ist ein Gemeindeteil der Gemeinde Buch am Buchrain im oberbayerischen Landkreis Erding. 

## Lage
Der Weiler Oberndorf liegt am Kaltenbach, 2,5 Kilometer nordöstlich von Buch.

## Geschichte
Oberndorf wurde 1293 erstmals erwähnt und bestand im Jahr 1739 aus 9 Anwesen. Der Ort war Sitz der Obmannschaft Oberndorf in der freisingischen Herrschaft Burgrain, zu der die Orte Oberndorf, Kaltenbach, Fang, Riching, Kühberg, Inner- und Außerbittlbach, Daigelspoint, Graß, Weinhackl und Weg gehörten. Der südwestliche Teil der Obmannschaft wurde 1818 Teil der Gemeinde Buch am Buchrain, der Rest wurde den Gemeinden Westach (Südostteil) und Lengdorf (Nordteil) zugeschlagen.

## Bevölkerungsentwicklung
Um 1861 lebten in Oberndorf 66 Einwohner in zehn Gebäuden. Im Mai 1987 lebten dort 41 Einwohner in zehn Wohnhäusern, die in 14 Wohnungen aufgeteilt waren.
| Jahr      | 1861 | 1871 | 1925 | 1950 | 1970 | 1987 |
| Einwohner | 66   | 66   | 66   | 68   | 51   | 41   |